# Nemaspela melouri
Espèce
Nemaspela melouri est une espèce d'opilions dyspnois de la famille des Nemastomatidae.

## Distribution
Cette espèce est endémique d'Iméréthie en Géorgie,. Elle se rencontre à Tchiatoura dans les grottes Melouri et la Solkota.

## Description
Les mâles mesurent de 1,2 à 1,6 mm et la femelle paratype 1,5 mm.

## Systématique et taxinomie
Cette espèce a été décrite par Martens, Maghradze et Barjadze en 2021.

## Étymologie
Son nom d'espèce lui a été donné en référence au lieu de sa découverte, la grotte Melouri.

## Publication originale
- Martens, Maghradze & Barjadze, 2021 : « Two new species of the genus Nemaspela Šilhavý from caves in Georgia (Opiliones: Nemastomatidae). » Zootaxa, no 4951(3), p. 541–558.